# Lea Riders Group
Lea Riders Group var ett svenskt rockband med rötter i Borgholm, Öland.

## Historik
Redan 1961 bildade Hawkey Franzén tillsammans med två vänner bandet Red River Band, en trio där instrumenten var trummor, dragspel och trumpet. Fler medlemmar tillkom och efter 1963 kallade man sig för Lea Riders Group. Många medlemmar kom och gick men grundaren och frontmannen Hawkey Franzén fanns alltid med i bandet. Efter att ha spelat på skolor och festplatser på Öland, i Kalmar, övriga Småland, Blekinge och Östergötland fick bandet 1966 chansen att spela i Stockholm. Där gjorde man sig snabbt ett namn bland studenter och ungdomar och Lea Riders Group var ett populärt indieband innan termen ens hade uppfunnits. Sitt första och enda TV-framträdande gjorde gruppen på hösten 1966, då en livespelning regisserad av Stefan Jarl och Jan Lindqvist visades i SVT.
Ett antal singlar spelades in och släpptes av Philips. Man skulle än en gång samarbeta med Stefan Jarl/Jan Lindqvist då Lea Riders Group fick spela in en del av filmmusiken till Dom kallar oss mods. Stefan Jarls och Jan Lindqvists val stod mellan Lea Riders Group och ett liknande band, Baby Grandmothers.
I mitten av 1968 tyckte flera av medlemmarna att spelningar och jamningar inte ledde gruppen framåt och gruppen löstes upp i maj samma år. Ur askan av Lea Riders Group bildades kort därefter Made in Sweden av Bosse Häggström Jojje Wadenius och Slim Borgudd.

## Musik
Ursprungsbandets instrument byttes ganska snabbt ut till mer klassiska elgitarr, elbas, trummor och även piano/keyboard och munspel. Men dragspelet fick hänga med, trakterat av Hawkey, vilket väl var ett ganska ovanligt instrument i en rock/bluesgrupp på den tiden. Lea Riders Group hade en bred låtkatalog och blandade många olika musikstilar under sin relativt korta karriär. De blev omtalade i Sverige, och även utomlands, som en "rå, skitig och äkta blues- och R&B-grupp" i samma stil som liknande band efter den "brittiska vågen" i USA och England, som the Chocolate Watchband, the Yardbirds och Rolling Stones. Det var gruppens huvudgenre, men man kan även höra tydliga psykedeliska inslag, samt pop-influenser och mer melodiösa bitar.

## Medlemmar
- Hawkey Franzén – sång, gitarr
- Lars Prim – trumpet
- Olof Svensson – trummor
- Lars "Yancey" Nilsson – piano, basgitarr, sång
- Åke "Buddy" Johansson – rytmgitarr, sång
- Alf Sandher – trummor
- Åke "Ake" Engström – trummor, sång
- Tommy "Slim" Borgudd – trummor, sång
- Sigge Ehlin – rytmgitarr, munspel, sång
- Leif Alverstam – basgitarr
- Bo Häggström – basgitarr
- Bonnie Zetterberg – basgitarr

## Diskografi
Man släppte aldrig någon LP under de åren gruppen var aktiv. Efter att Lea Riders Group spelat i radio sparades dock radioinspelningarna och tack vare detta kunde en LP med livematerial samt studioinspelningar ges ut 1989 på det lilla skivbolaget GarageLandRecords. Samma material gavs ut på CD 1998. I april 2018 släppte Universal Music LP:n "Lea Riders Group - The singles 1966-68"
Singlar
- "Lost Love" / "Tryin" (1966)
- "Got No Woman" / "But I Am, and Who Cares?" (1966)
- "The Situation's Rare" / "Key to the Riddle" (1967)
- "Ain't It Strange?" / "Beloved Baby" (1967)
- "The Forgotten Generation" / "Dom kallar oss mods" (1968)

Samlingsalbum
- Lea Riders Group – The Forgotten Generation (LP 1989, CD 1998)
- Lea Riders Group - The singles 1966-68 (LP 2018 Universal 060255762873)